# Dačani
Dačani (latinski: Daci) su Tračka plemena nastanjena pretežno na području današnjih država Rumunjske i Moldavije. Dačani zajedno s ostalim Tračanima pripadaju Tračko-Ilirskoj grani Indoeuropljana. Suvremeni Moldavci, Rumunji i razne skupine Vlaha (Aromuna ili Arumunja) njihovog su porijekla. Područje stare Dacije bilo je prostranije od današnje Rumunjske. Razna dačanska plemena ujedinila su se oko 60. prije Krista. Rim ovo područje osvaja od 101. – 107 poslije Krista i područje dobiva sadašnji naziv 'Romania'.

## Imena
Geti i Dačani
Kroz povijest vezanu uz Rumunjsku javljaju se često dva imena, to su Dačani (Lat. Daci, Engl. Dacians) i Geti (Getae), imena koja moguće označavaju isti narod, ali i ne mora biti, pa postoji sumnja da su Geti jedan njihov dio. Na kartama se nalaze imena oba plemena, a današnji ih povjesničari često nazivaju 'Geto-Dacians' (Geto-Dačani). Ime Getae javlja se već u 9 st. prije Krista pa do 2. stoljeća poslije Krista. Naziv Dačani javlja se kod Rimljana i mnogo je mlađi, negdje početkom 1. ili 2. stoljeća prije Krista, pa do 2. stoljeća poslije Krista.
Prema Strabonu, ime Dačani dolazi od Daoi, što je bio naziv za ratnike iz 'vučjeg bratstva', pa bi njihovo ime moglo biti vučji narod.

## Teritorij
Dačani su nastanjivali područje koje je graničilo rijekama Tisa i Dnjestar, Starom Planinom (Balkan) i Crnim morem. Ovaj njihov kraj nazivan je 'karparsko-Dunavskim' područjem jer je uključivao Karpatske planine i donji tok Dunava.

## Prapovijest
Indoeuropljani, kojima svi Tračani pripadaju zajedno s Ilirima, migriraju sa stepa sjeverno od Crnog mora i zauzimaju cijelo područje Europe. Pridošlice asimiliraju prastanovnike i nameću indoeuropski jezik. Nakon procesa separacije i individualizacije nastaju novi narodi kao što su Heleni (Grci), Italici, Kelti, Germani, Iliri i razne slavenske grupe. Dačani su također jedan takav narod koji se kompletno individualizirao u Karpatsko-Dunavskom teritoriju početkom Željeznog doba, to jest u 9. stoljeću prije Krista.

### Tračani i Dačani
Dačani se najčešće smatraju sjevernom granom Tračana. Ova činjenica temelji se na nekoliko starogrčkih tekstova. Kada su drevni Grci koji su svoje sjeverne susjede zvali Tračanima, sreli Gete, ustanovili su da su u pitanju jezika i običaja srodni Tračanima, zapisali su ih kao tračansko pleme. O jeziku Tračana i Dačana zna se malo. Što se tiče lokacije Tračana oni su nastanjivali područje između rijeke Vardar, Stare planine, i Egejskog, Mramornog i Crnog mora. Jezici im vjerojatno nisu bili isti, tek srodni, što su bili i po običajima. Ovakav slučaj ne bi dio rijedak, u stvari veoma je čest, a uzrok mu leži u migracijama i kontaktima s drugim jezičnim i kulturnim zajednicama.

### Susret s Perzijancima i običaji
Veoma važne podatke o Getima nalazimo kod Herodota. Oni se spominju prilikom pohoda Darija I. protiv Skita, zbilo se to 514. godine prije Krista. Darije I., veliki kralj Perzijanaca, organizirao je veliku kaznenu ekspediciju protiv Skita. Prešao je Bospor s velikom vojskom i nastavio svoj put na sjever. Na svom putu nailazi na Tračane koje pokorava bez borbe. Usprotiviše mu se tek Geti koje je Darije ipak porazio. Herodot nam o Getima nadalje govori da uzgajaju konoplju od koje proizvode svoju odjeću, a njihovu zemlju (Dacija) naziva 'zemljom meda'. Geti su bili veliki uzgajivači pčela.

### Dolazak Grka
Skiti su bili prvi ljudi s kojima Dačani uspostavljaju kontakt i koji su imali značajan utjecaj na njih. Poslije njih oni dolaze i u kontakt s Grcima. U 7. stoljeću prije Krista Grci s obala Male Azije i Grčke počinju migracije. Oni na obalama Crnog mora uspostavljaju mnoge gradove. Na obalama Crnog mora nikli su Olbia, na ušću Južnog Buga, Tyras na ušću Dnjestra, zatim Histria, Tomis i Callatis u Dobrudži, Apollonia, Odessos i Dionysopolis u Bugarskoj. Grci u nove krajeve donose stare običaje. Glavna preokupacija im je trgovina s tamošnjim stanovništvom. Geti ili Geto-Dačani im prodaju pšenicu, med i vosak, kože i krzna, za uzvrat kupuju od njih keramiku, ulje, vino i finu tkaninu. Dačani od Grka nešto i uče, pa je njihov kasniji novac i keramika postao imitacija ovih grčkih proizvoda.

### Aleksandar Veliki
Godine 335. prije Krista Getima na vrata kuca velika nevolja. Te godine Aleksandar Veliki poduzima pohod protiv Geta sjeverno od Dunava. Načuvši da se Tračani spremaju na pobunu Aleksandar prelazi Dunav u izdubljenim domorodačkim čamcima što ih je pronašao u velikom broju. Na lijevoj obali Dunava on nailazi na veliko polje pšenice. Geti su podigli vojsku od 4,000 konjanika i 10,000 pješaka. Geti ipak ne dočekaše Aleksandrovu vojsku, pobjegoše u svoje gradove, udaljene od Dunava kojih šest kilometara. Na koncu pokupiše žene i djecu te napuste grad. Aleksandar ga uništi i vrati se preko Dunava. 

### Dromihetes i Lisimah
Nakon Aleksandrove smrti kralj Trakije postao je Aleksandrov general Lisimah, i Geti dobivaju svog kralja, Dromihetesa. Lisimah poželi da proširi granice preko lijeve obale Dunava što dovede do konflikta s Getima i Dromihetesom. U isto vrijeme i Dromihetes poželi povratiti zemlju izgubljenu u borbi koju je Lisimah osvojio. Došlo je do više okršaja, od kojih je Dromihetes sve dobio. U jednoj od bitaka, oko 300. prije Krista, zarobljen je Lisimahov sin Agatocles. On prema njemu postupa veoma lijepo i na kraju ga šalje ocu s darovima. Ovim činom nada se zadobiti prije spomenuto područje, koje unatoč pobjedama nije povratio. Ovo ipak ne djeluje na Lisimaha, on 292. prije Krista kreće s velikom makedonskom vojskom na Dačane. Lisimah ipak nije Aleksandar, on opet gubi i sva mu vojska bude zarobljena od strane Dromihetesa. Uporan je u svojoj naivnosti i Dromihetes, pa zarobljenog Lisimaha vodi u glavni grad Dačana Helis i lijepo s njim postupa i u njegovu čast organizira veliki banket. Sve ipak na kraju dobro ispadne. Makedonski kralj vratio je Getima njihovu zemlju a Dromihetes se oženi jednom Lisimahovih kćerki.

## Rim i romanizacija
Negdje 300. prije Krista dolazi do migracije Kelta na teritorij nastanjen Getima, u ovome im pomažu i Bastarni (Bastarnae), Geti protiv ovih naroda vodiše mnoge bitke. Od 3. stoljeća prije Krista pa do 1. stoljeća prije Krista kod Geta se pojavljuje nekoliko kraljeva čija imena znamo. Bili su to Zalmodegicos i Rhemaxos u Dobrudži i Oroles u Transilvaniji koji je porazio Bastarne. U 2. stoljeću prije Krista početak je kraja getskog imena. 
Dolazi Rim i romanizacija. Dačani su vodili tri žestoka rata s Rimljanima od 85. do 106. godine te im zadali nekoliko velikih udaraca (čak su ubili rimskog namjesnika pokrajine Mezije). Rimljani su se naučili bojati brutalnih sječiva dačkogfalxa, oružja nalik velikom srpu. Bili su prisiljeni razviti novu vrstu oklopa jer su udarcifalxa bili toliko snažni da su slabo zaštićene ruke legionara mogli jednostavno odsjeći, a zakrivljenim su vrhom mogli povući protivnički štit u stranu i omogućiti drugom ratniku da udari nezaštićenog legionara. Dačani su se usto pokazali kao vješti graditelji utvrda i obrambenih bedema.Na kraju je rimska organizacija i disciplina nadvladala dačku hrabrost. Godine 106. Rimljani su pod vodstvom cara Trajana pokorili Dačane.
U I. stoljeću dački vladar Burebista sjedinio je većinu plemena u jedinstvenu državu i uspješno ratovao protiv skitsko-sarmatskih plemena, grčkih kolonija na Crnome moru i rimskih uporišta u Meziji. Tijekom I. stoljeća Dačani su više puta upadali u Panoniju i ratovali s Rimljanima; istovremeno trgovačkim posredništvom i kolonizacijom u dačkim krajevima jača romanizacija. Dačka država ponovno jača u doba Decebala; 85. prodiru u Meziju, ali su naposljetku poraženi u dva vojna pohoda rimskog cara Trajana (101. – 102. i 105. – 106.).
Rimljani ih nazivaju Dačanima koji se romanizacijom od 148. prije Krista počeše pretvarati u narod koji danas nazivamo Rumunjima, a Makedonsko carstvo postalo je Rimska provincija.

## Popis plemena
- Albocenses -
- Anarti -
- Apuli – središnaj Transilvanija. Središte im je bilo Apulum (Piatra Craivii)
- Biephi -
- Buridavenses – sjeverna Moldavija.
- Calipizi – Između Dnjestra i Buga.
- Carpi – Istočno od Karpata i zapadno od Dnjestra. Po njima su Karpati dobili ime.
- Caucoenses -
- Ciagisi -
- Costoboci – Područje suvremene Ukrajine i Moldavije (sjeveroistočna Dacija). .
- Cotenses -
- Crobobizi – Dobrudža.
- Keiasigi - U Transilvaniji.
- Piephigi – Moldavija
- Potulatenses -
- Predavenses -
- Ratacenses -
- Saldenses – Banat i Crisana u Rumunjskoj.
- Sienses -
- Suci – kod ušća Olta.
- Teurisci -
- Trizi- Dobrudža.
- Tyragetae – na ušću Dnjestra.

## Vanjske poveznice
- Dacians